# 李世超
李世超（1904年—1936年8月），字云山，原名李云山，又名李恩顺、李英超、吴德禄，吉林省伊通县伊丹乡人。曾任中共吉林特支书记、中共满洲省委代理秘书长。1936年8月，李世超在辽宁省安东被捕入狱后遭杀害。

## 生平
1904年，李世超生于吉林省伊通县伊丹乡一地主家庭，1918年小学毕业后，考入位于长春的吉长道立师范学校（现北华大学师范学院）。1921年李世超毕业后，回到伊通县在县立第一小学执教四年后升为县立第十二小学校长，1927年考入北平朝阳大学法律系。在朝阳大学参与了中国共产党的外围组织“革命互济会”。1930年，李世超经朋友介绍，与北平笃志女中学生石正芳相识，并结为连理。
1931年夏，李世超与石正芳离开北平，回到东北，并于吉林省立第二中学任教。1932年初，李世超到吉林省立女子师范学校任国文和孝经教员。1932年秋，李世超经李维民介绍加入中国共产党。1932年11月，中共满洲省委将吉林支部改为吉林特支，直属省委领导。1933年3月，中共吉林特别支部改组时，省委巡视员指派李世超任中共吉林特支书记。1933年5月6日晚吉林特支根据中共满洲省委的指示开展纪念“红五月”活动，特支委员金景在撒传单时被警察逮捕。金景随后供出吉林党、团特支的情况，导致吉林党、团特支受到严重破坏。5月下旬，李世超与中共满洲省委巡视员张弓一同前往哈尔滨，向汇中共满洲省委报吉林特支被破坏的情形。
1934年4月，中共满洲省团委书记刘明佛被捕后叛变。省委考虑到时任中共满洲省委秘书长的冯仲云人身安全，将冯仲云调到外地工作，并任命李世超为省委代理秘书长，主要负责省委秘书处工作。1935年，中共满洲省委代理书记杨光华离开省委时将李世超派往安东开展工作。1936年2月，安东中共党组织遭敌破坏，李世超被捕入狱，后于同年8月被秘密杀害。